# Krční páteř

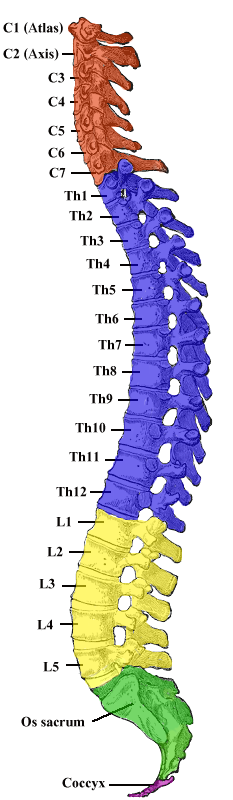
Celá páteř, červená barva označuje krční páteř

Krční páteř je oblast páteře u krku. Je tvořena 7 obratli (označeny C1–C7) vyznačujícími se nízkým tělem, postranními výběžky, otvory pro cévy a nervy. Specifický je trnový výběžek, který je na konci rozdvojený.
Nejvýznamnější obratle krční páteře jsou atlas (nosič) a axis (čepovec). Atlas (označen C1) nemá trnový výběžek, v těle je velký otvor, má velké kloubní plošky. Axis (čepovec, označen C2) má 1 výběžek navíc (čep), původně byl čep tělem atlasu, společně zajišťují pohyb hlavy.